# كولن بيتر
كولن بيتر هو مستكشف كندي، ولد في 1971 في فيكتوريا في كندا.